# Ueddinger Straße 296 (Mönchengladbach)

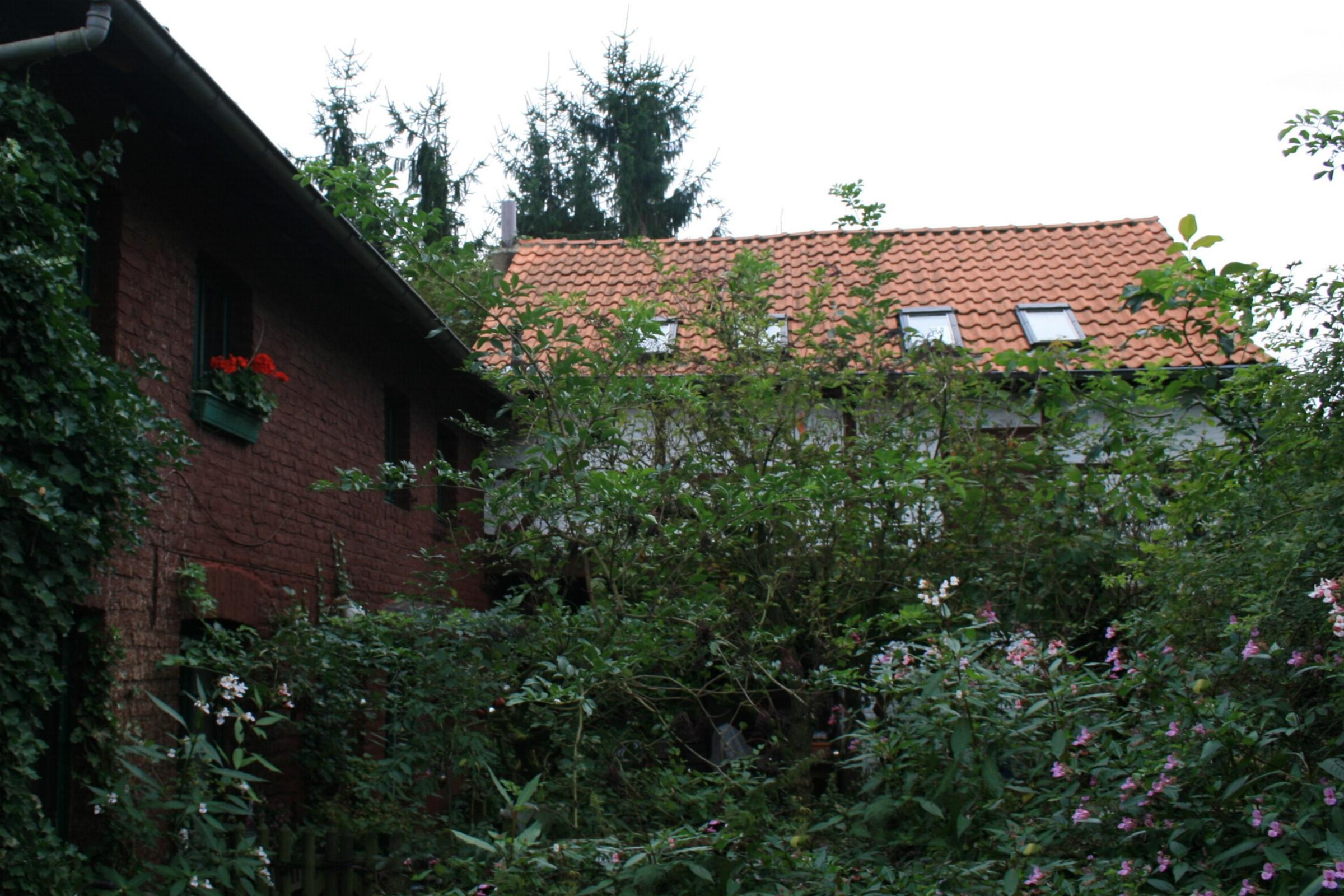
Fachwerkhaus Kothenhof (2010)

Das Wohnhaus Ueddinger Straße 296, der Kothenhof, steht im Stadtteil Neuwerk-Uedding in Mönchengladbach (Nordrhein-Westfalen).
Das Gebäude wurde im 18. Jahrhundert erbaut und unter Nr. U 010 am 6. Februar 1992 in die Denkmalliste der Stadt Mönchengladbach eingetragen.

## Architektur
Das Objekt Kothenhof liegt nordwestlich des Schlosses Myllendonk im Ortsteil Uedding und in unmittelbarer Nähe des bis in die Mitte des 16. Jahrhunderts zurückreichenden Huppertzhofes. Es handelt sich um ein giebelständiges, zweigeschossiges, vierachsiges und längserschlossenen Wohnhaus unter einem Krüppelwalmdach mit Abseiten und seitlich vorgesetztem Wirtschaftsgebäude. Die Bauzeit ist im 18. Jahrhundert. Das Fachwerkhaus ist aus siedlungsgeschichtlichen und architektonischen Gründen als Baudenkmal schützenswert.